# Medgrid
 (octobre 2016).

Pays pouvant potentiellement bénéficier du programme solaire méditerranéen.
Membres de l'UE
Autres membres
- Pays observateurs

Medgrid est une société de partenaires industriels, lancé en mi-2010 et créé officiellement début 2011 dans le cadre du plan solaire méditerranéen qui envisage des exportations d'électricité renouvelable vers l'Europe. Elle a pour objectif de promouvoir et faciliter le développement d’un réseau d’interconnexion entre l’Europe et les pays du sud et de l’est de la  mer Méditerranée à l’horizon 2020 – 2025,.

## Historique
Le 24 novembre 2013, un accord de coopération a été signé entre MEDGRID et Desertec Industrial Initiative (Dii). Les activités de Dii, de même que celles de MEDGRID, sont complémentaires dans le cadre de cet accord qui vise à renforcer l’efficacité énergétique dans les états membres de l’Union pour la Méditerranée et le développement des énergies renouvelables.
En 2013, la Tunisie apporte son soutien au projet.

## Contexte
La déclaration faite par le Dr Gerhard Knies, physicien allemand et fondateur de la coopération trans-méditerranée pour l'énergie renouvelable (TREC) : "Les déserts du monde recueillent plus d'énergie du soleil en six heures que l'humanité consomme en une année entière." illustre l'idée du projet Medgrid, qui va exploiter l'énergie solaire à partir des zones désertiques.
Pour l'implantation des fermes solaires, a été retenu le désert du Sahara qui présente trois grands avantages :
- Une forte exposition solaire (3000 à 3500 heures par an)
- Une faible densité de population permettant l'implantation de fermes solaires de grande taille
- La possibilité d'exploiter sur-place du silicium, essentiel pour la production de panneaux solaires.

## Le programme de travail
Pour promouvoir le réseau méditerranéen, Medgrid s’efforce de démontrer le bénéfice de ce réseau et d’en faciliter la réalisation de plusieurs points de vue: développement technique, réglementation, soutien financier,.
Les principaux bénéfices attendus de ce réseau sont :
- L'exportation de l'électricité renouvelable produite dans les pays du Sud et de l'Est Méditerranéen
- L'exploitation optimisée des parcs de production de l’ensemble euro-méditerranéen

Ces bénéfices sont à comparer aux coûts d’investissements et d’exploitation de ce réseau.
Le programme de Medgrid s'articule autour de 5 axes :

### L’analyse économique
Il s’agit de déterminer quels seront les bénéfices de la mise en commun des moyens de production des énergies renouvelables et conventionnelles pour la communauté des pays méditerranéens, grâce notamment au développement des interconnexions entre leurs systèmes électriques.
L’évaluation de ces bénéfices passe par des simulations permettent de calculer, à interconnexion donnée, un certain nombre d’indicateurs : économie globale sur le coût de la fourniture, volume de CO2 évité, déversement de production renouvelable évité, etc. Il est également possible de quantifier le transit physique sur les interconnexions et de calculer le tarif de transport qui rentabiliserait l’investissement..

### Les choix des axes d'interconnexions à privilégier

La topographie sous-marine de la mer Méditerranée

L'objet est de déterminer les besoins de développement d’interconnexions nouvelles ou de renforcement des infrastructures de transport existantes pour fournir les capacités d’échanges nécessaires à la mise en commun des systèmes électriques méditerranéens.
À moyen terme, les câbles sous-marins ne pouvant pas être posés à des profondeurs dépassant 2 000 m, Medgrid s’intéresse essentiellement à trois couloirs:
- Des tracés maritimes (câbles) et terrestres depuis Maroc et Algérie, via l’Espagne et éventuellement le Portugal, jusqu’en France et éventuellement au-delà;
- Des tracés maritimes et terrestres depuis l’Algérie, la Tunisie et la Libye, via l’Italie et éventuellement Sardaigne et Corse, jusqu’aux pays frontaliers de l’Italie;
- Des tracés terrestres depuis la Libye jusqu’à l’Europe, via l’Égypte, la Jordanie, la Syrie et la Turquie (et Liban, Palestine, Israël éventuellement): couloir Est (éventuellement variantes maritimes via Chypre).

### Les modèles de financements
Le programme analyse également l’impact des modèles de financement, les disponibilités de Prêt bonifié sur l’intérêt de l’investissement de réseau, et le coût du transport de l’électricité, qui peut conditionner l’investissement de production.
Les différentes variantes sont étudiées et les enseignements sont pris en compte dans l’étude économique.

### La réglementation
Dans les pays du Sud et de l'Est Méditerranéen et dans l’Union européenne, les cadres réglementaires qui gouvernent l’activité de production et de fourniture de l’électricité doivent être adaptés pour permettre le développement des infrastructures et les échanges d’énergie entre systèmes électriques.
Les aménagements nécessaires à la réalisation des échanges entre les pays du Sud et de l'Est Méditerranéen et l’Union européenne, tels que prévus dans l’article 9 de la Directive UE 2009/28/CE, sont un sujet que Medgrid étudie sur un cas concret d’exportation. Le traitement des transits (rémunération et conditions de développement des capacités de transport)  et la tarification de l’utilisation des interconnexions sous-marines sont également des sujets de réflexion du programme.

### Les aspects technologiques
La spécificité du réseau transméditerranéen réside dans la réalisation de liaisons sous-marines et l’appel aux techniques de transport. Le développement rapide de ces technologies au niveau mondial assure la faisabilité des liaisons, dans la mesure où il est dorénavant possible de trouver des routes évitant les grandes profondeurs (plus de 2 000 m).
L'action de Medgrid est d'étudier les développements qui rendront la réalisation des ouvrages plus accessible et plus économique.

## Le Consortium
Medgrid se compose de 21 compagnies ou organisations de profils divers et d’origines variées : gestionnaires de réseaux d’électricité et gaz; compagnies de production d’électricité; fournisseurs de moyens de production d'électricité renouvelables ou non, de matériels électriques de transport; fabricants de câbles d'énergie; établissements financiers et investisseurs; neuf pays de l’Union européenne et du sud et de l’est de la Méditerranée y sont représentés,.
Le consortium, dirigé par André Merlin, compte 21 associés et un partenaire stratégique :
- Abengoa (Espagne)
- Alstom grid (France)
- Areva renouvelables (France)
- Atos WorldGrid (France)
- CDC infrastructures (France)
- EDF (France)
- Cofely Ineo GDF Suez (France)
- Nemo (Italie)
- Nexans (France)
- TuNur (Tunisie)
- ONEE (Maroc)
- Pan Med Energy (Jordanie)
- Prysmian (France)
- Red Electrica (Espagne)
- REN (Portugal)
- RTE (France)
- Siemens (France)
- Soitec (France)
- Taqa (Égypte)
- Terna (Italie)
- Walid Elias Establishment (Syrie)

L’Agence française de développement (AFD) est partie-prenante au travers d’un partenariat stratégique et financier.